# 康塞普西翁德阿拉胡埃利塔區
康塞普西翁德阿拉胡埃利塔區（西班牙語：Concepción de Alajuelita），是哥斯達黎加的一個區，位於該國中部聖何塞省，始建於1909年6月4日，面積2.89平方公里，海拔高度1,120米，2011年人口18,917，人口密度每平方公里6,545.67人。